# Scopula castissima
Scopula castissima är en fjärilsart som beskrevs av W. Warren 1897. Scopula castissima ingår i släktet Scopula och familjen mätare. Inga underarter finns listade.